# توني تاكر
توني تاكر (بالإنجليزية: Tony Tucker)‏ مواليد 27 ديسمبر 1958 في ميشيغان، الولايات المتحدة، هو ملاكم أمريكي يصنف ضمن فئة الوزن الثقيل. حقق بطولة الاتحاد الدولي للملاكمة.

## إحصائيات
خاض خلال مسيرته 66 نزالا، فاز في 57 وخسر في 7. فاز بالضربة القاضية في 47 نزالا.

## الميداليات
| الميدالية | المسابقة                    |
| --------- | --------------------------- |
| ذهبية     | دورة الألعاب الأمريكية 1979 |

## روابط خارجية
- توني تاكر على موقع بوكس ريك (الإنجليزية) (registration required)